# Ходзьо Садатокі
Ходзьо Садатокі (яп. 北条貞時, ほうじょう さだとき; 20 квітня 1271 — 6 грудня 1311) — японський самурайський державець періоду Камакури. Голова роду Ходзьо. Обіймав посаду сіккена з 1284 до 1301 року.

## Життєпис
Походив з роду Ходзьо. Син Ходзьо Токімуне, сіккена (регента), та Какусанні з клану Адаті. У 1271 році народився в м. Камакура. У 1277 році відбулася церемонія його повноліття. У 1283 році оголошений спадкоємцем посади сіккена. У 1284 році, після смерті батька, стає сіккеном. Внаслідок малолітства здійснював керування Японією під опікою військовика Тайра Йоріцуни.
Садатокі успадкував численні економічні проблеми, погіршення становища селян, невдоволення ґокенінів (васалів). Також малий вік сіккена викликав бажання даймьо повалити рід Ходзьо. Також сіккену довелося піти на деякі непопулярні серед його найближчого оточення заходи. Все це призвело до низки заколотів в 1285—1293 роках. Завдяки діям Тайра Йоріцуни усі вони були придушені. Початок цьому було покладено у 1285 році конфліктом з родом Адаті (в японській історії зветься Криза Шимоцукі-содо — «Заворушення 11-го місяця»). За наказом Садатокі замок голови цього роду Адаті Ясуморі (вуйка Ходзьо Садатокі) було атаковано урядовими військами, які знищили 500 вояків Адаті, Ясуморі наклав на себе руки, а його рідня знищена.
У 1289 році повалив сьоґуна Кореясу, що намагався здобути повноцінну владу, поставивши на його місце принца Хісаакі. Після цього остаточно приборкав невдоволення самураїв та даймьо, в свою чергу, володіння Ходзьо значно збільшилися.
У 1293 році, вже не довіряючи Тайра Йоріцуна, сіккен підлаштував його вбивство власними вояками, пославшись на землетрус у Камакурі як поганий знак. До 1296 року значно збільшив військо та змусив васалів збільшити свої витрати на несення служби. У 1297 році Садатокі було видано Акти уряду доброчесності, яка відновлювала порядки часів Ходзьо Токійорі, водночас спрямовані були на зміцнення моралі.
У 1301 році став ченцем в храмі Енґакудзі, приводом відходу від влади стала комета, що було помітно над Камакурою. Сіккеном поставив свого зятя Ходзьо Моротокі. Проте Садатокі залишався фактичним правителем до самої смерті. Але після смерті 2 старших синів між 1305 та 1309 роками все більше віддалявся від політичних справ, приділяючи увагу розвагам. Помер у 1311 році.